# یواس‌اس ترانسفر (آی‌ایکس-۴۶)
یواس‌اس ترانسفر (آی‌ایکس-۴۶) (به انگلیسی: USS Transfer (IX-46)) یک کشتی بود که طول آن ۱۱۰ فوت ۰ اینچ (۳۳٫۵۳ متر) بود. این کشتی در سال ۱۹۰۵ ساخته شد.